# MIVEC
MIVEC（マイベック、Mitsubishi Intelligent&Innovative Valve timing&lift Electronic Control system：ミツビシ・インテリジェント&イノヴェイティヴ・バルブタイミング&リフト・エレトクロニック・コントロール・システム）は、三菱自動車工業が開発した可変バルブタイミング・リフト機構の総称名である。

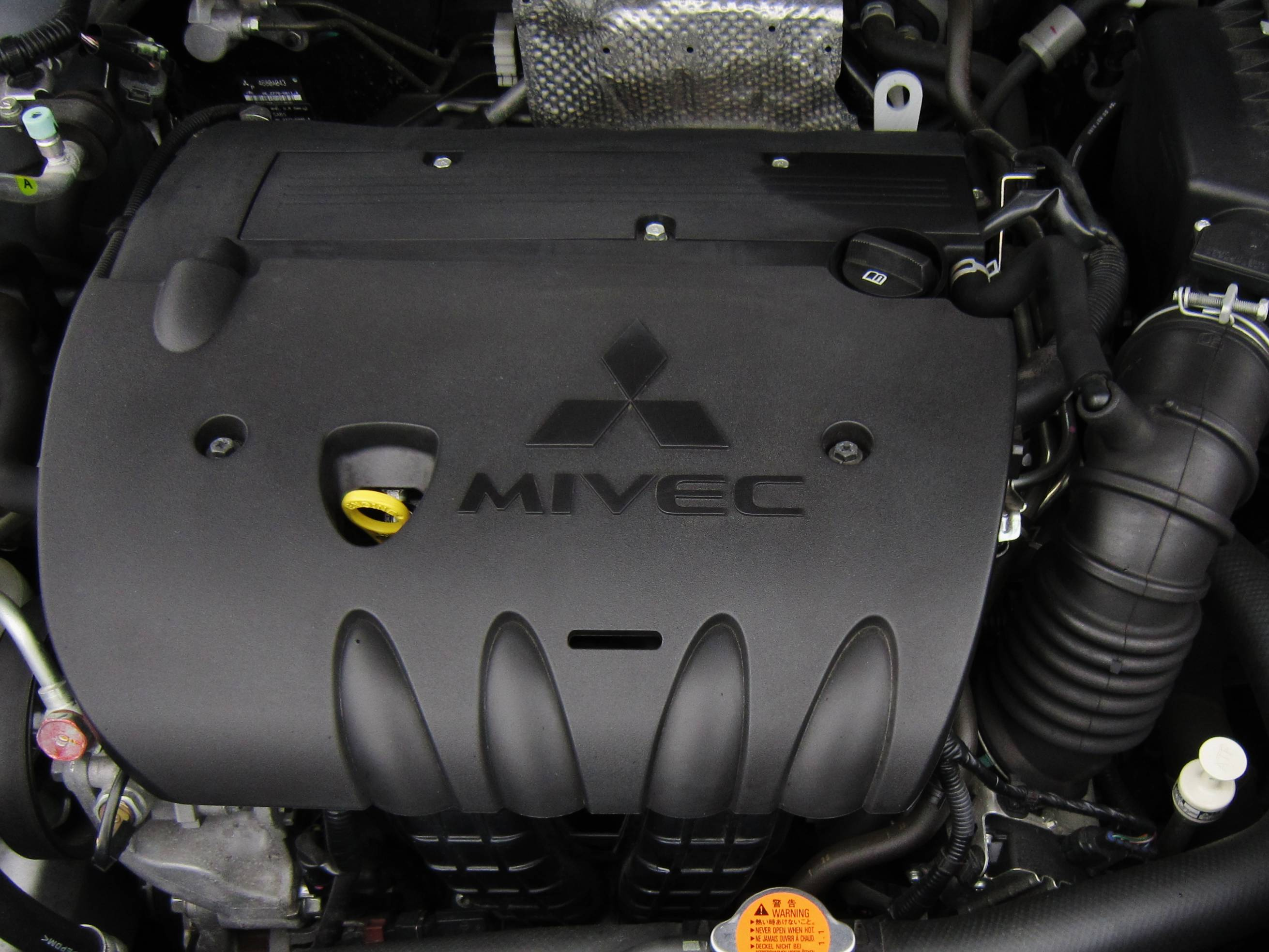
三菱・ギャランフォルティスの 4B11 DOHC16バルブ MIVECエンジン

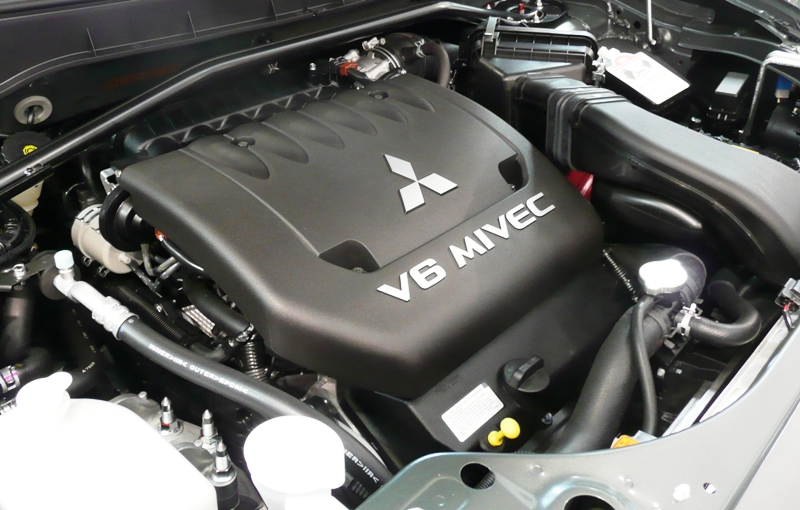
三菱・アウトランダーの 6B31 V6 SOHC24バルブ MIVECエンジン

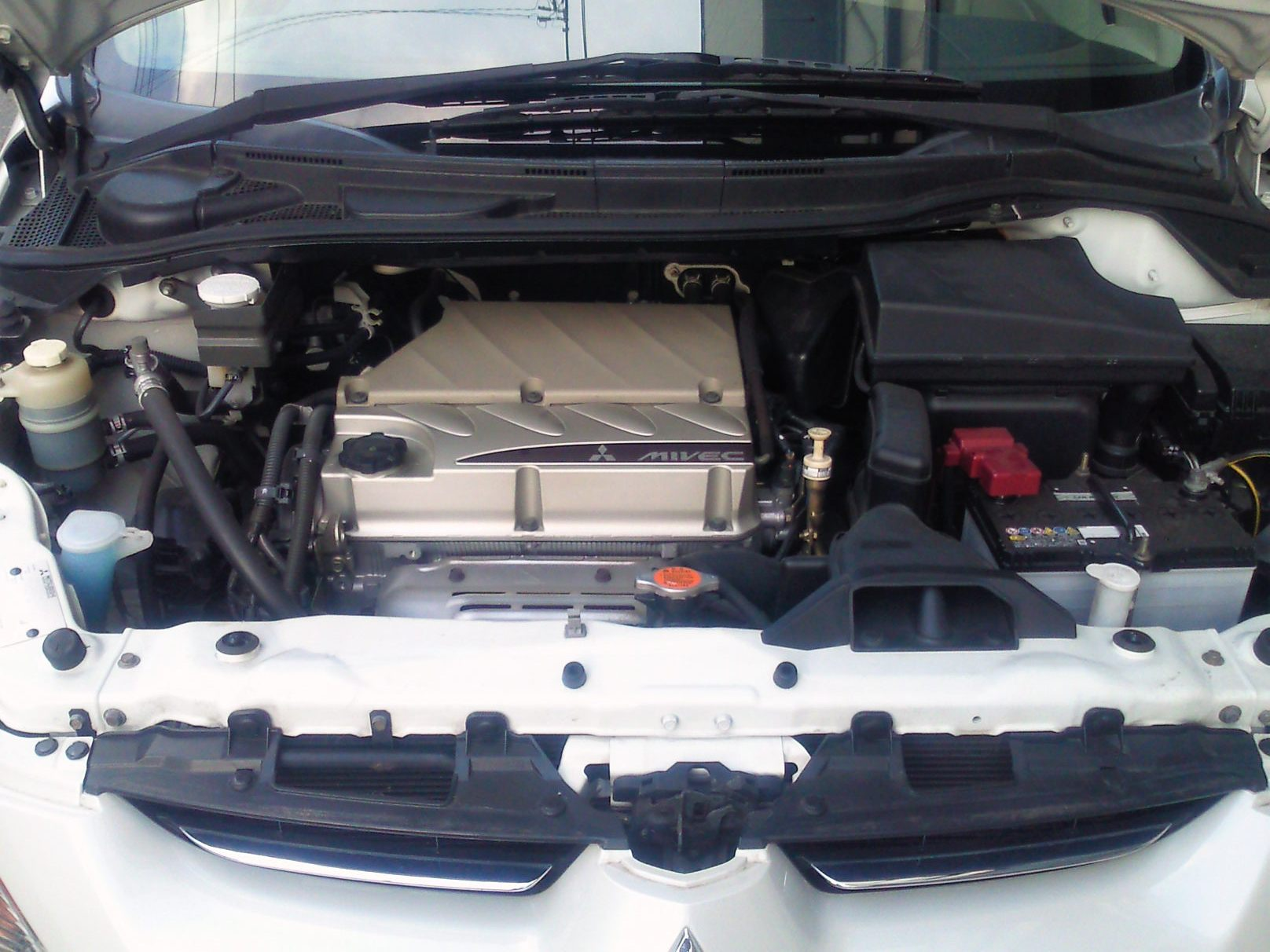
三菱・グランディスの 4G69 SOHC16バルブ MIVECエンジン

## 概要
レシプロエンジンは、ピストンの上下動にともなう吸入・排気の気体流速に合わせ、低回転時はバルブの開く間隔を短くし、高回転時はバルブの開く間隔を長くすると効率が良くなる。MIVECはバルブの開閉の長さと時期をエンジンの回転数に応じて変化させる技術である。
MIVECにはホンダのVTECやトヨタのVVTなどの様に数種類のタイプが存在するが、三菱は記号などで分類しておらず、後述のMIVEC-MDを除き全てMIVECと表記する。そのため混同されやすく注意が必要である。

## 主なMIVECの種類

### DOHCカム切り替えタイプ
ホンダのVTECと同じく、1本のカムシャフトに低回転用と高回転用の2つのカムを搭載し、ある一定の回転数でこの2つが切り替わり、吸排気バルブのタイミングとリフト量を変化させる。VTECが3つのカムプロフィール（低速：2、高速：1）を持つのに対し、MIVECでは低速・高速1つずつの計2つのカムプロフィールとなる。ロッカーアームを介する油圧を用いたカム切替機構はVTECと同様だが、分割された1本のスライドピンにより低速と高速のロッカーアームを一括して結合するVTECに対し、MIVECではバルブを押すT字型レバーに低速と高速のロッカーアームが独立して取り付けられ、それぞれに結合を行う制御ピストンがあるなど切替機構の内容は異なる。
最初に出たMIVECはこのタイプであり、その後にランサーがランサーセディアとして発売されるまで、改良は加えられているものの基本的にこのタイプをベースにして他のMIVECが作られた。
MIVECに限らずVTECも同様だが（2つの異なるタイプのカムを使い分ける方式は、機構的にはそこまで複雑になるわけではないが）、2つのカムが切り替わる際にトルクの「谷間」があるのが欠点である。
なお、カム切り替え方式のMIVECはシリンダーヘッドが二重構造となっており、通常のシリンダーヘッドでは一体となっているポペットバルブや給排気ポートを含む燃焼室側と、カムシャフトを保持するカムホルダーを2つに分離することが出来るようになっている。通常のシリンダーヘッドでは、カムホルダーのカムキャップとカムシャフト間のジャーナルの隙間（クリアランス）が規定値を超えて磨耗した場合、シリンダーヘッド全体を交換しなければならないが、本方式のMIVECでは同様の状況になった場合でもカムホルダーのみの交換で対処することができる。本方式のMIVECはカムキャップ側のジャーナルに刻まれたオイル溝を通してカム切り替えの油圧が供給されており、磨耗の進行でジャーナルのクリアランスが広がると、規定の切り替え油圧がかからなくなり、俗に「半ベック」と呼ばれるカムの切り替えが一部の気筒又は全気筒において正常に行えない不具合が発生する。この症状が発生した場合、エンジンオイルの粘度を固いグレードに変更した上で、なお不具合が解消しない場合には、カムホルダーの摩耗、オイルコントロールバルブ（OCV）の不良、ロッカーアームの破損のいずれか、又は全ての不良と判断して交換を行う必要がある。

### カム切り替え・気筒休止タイプ
MIVEC-MD（Modulated Displacement 可変排気量）は、カム切り替えに加え、気筒休止をさせる構造で、MIVECで唯一記号で区別されている。気筒休止エンジンにも分類される。
前述のとおり、初期のMIVECは低速と高速のロッカーアームがそれぞれ独立してT字型レバーへ結合する形となっているため、低速・高速の結合を両方とも解除することでロッカーアームをフリーとする事ができる。これによりカムからバルブへの力の伝達はなされず、気筒休止が可能。直列4気筒の4G92の場合は1番及び4番のシリンダーをアイドリング時に休止させ、直列2気筒として振る舞わせることで燃費の低減を狙った。
当時の風潮に押されて低燃費をうたっており、ランサーやエメロードなどに搭載されたものの、実際はそれほど燃費が伸びるわけでもなく、またエンジンの振動も増大したため、多くの車種で燃費を特に重視する顧客に対して受注生産とされた。よって販売台数もさほど伸びず、結局短命に終わった。
通常のカム切り替え方式とのパーツレベルでの相違点は、カムホルダー内の油圧経路の構造と、エンジンコントロールユニット（ECU）のみであったため、MIVEC-MDが搭載された車両では、カムホルダーとECUを通常のカム切り替え方式のものと交換する事で、気筒休止機構をキャンセルするチューニングメニューが存在した。

### カム位相タイプ
VVT-iのように、クランクシャフトに対してカムを位相変化させ低回転時と高回転時でバルブタイミングを変化させる。負荷状態でも位相を変化させるが、バルブの開いている間隔とバルブリフト量の変化は無い。現在でも小排気量車はこの方式が主流である。

### 両側カム位相タイプ
DUAL VVT-iと同じように吸気側、排気側両方を位相制御する。

### SOHCカム切り替えタイプ
SOHCで吸気側のみカム切替を行う方式。カムシャフトのカムローブは端から中リフト-排気カム-高リフト-排気カム-低リフトと5つ設けられている。ロッカーアームの形状はやや複雑だが、大きく分けると低・中リフトカムに接するアームと高リフトカムに接するアームに分かれる。左右に低・中リフトカムに接するアームがあり、中央に高リフトカムと接するアームが配置される。中央アームの上部にはT字型のレバーがあり、左右のアームの上部にあるピストンを内蔵した凸部位に接する。通常はピストンが下がっている事で遊びが生じ、高リフトカムが中央のロッカーアームを押し上げても接触することなく空振りする。これにより低回転時には低・中リフトカムが左右それぞれのアームを押し上げ、吸気バルブを作動させる。2つの吸気バルブ間でリフト差を設けているのは筒内流動を強化し、燃焼安定性を向上させるためである。高回転では左右の各アーム上部の遊び部分が油圧でせり上がったピストンにより塞がれる。この事により中央のアームのT字型のレバーが左右のアームの凸部位内のピストンと接触し、高リフトカムの力を左右のアームに伝達し両バルブを高リフトで開閉する。

### 次世代MIVEC（連続可変バルブリフト・カム位相タイプ）

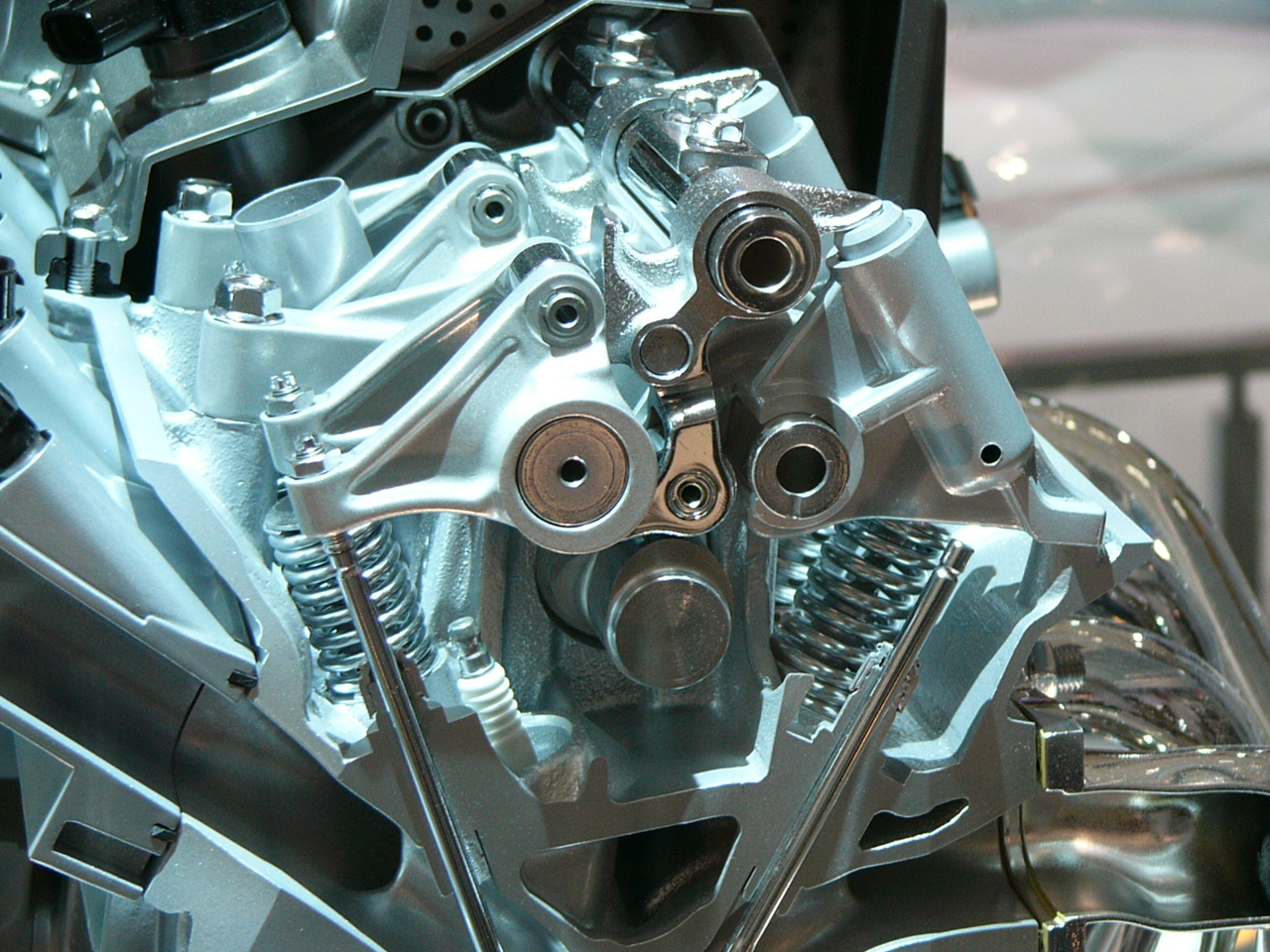
後に4J1型エンジンで正式採用された次世代MIVECのカットモデル

2005年東京モーターショーで技術展示された、バルブリフト量を連続可変することで、スロットルバルブを使わずに出力を制御するエンジンである。BMWのバルブトロニックやトヨタのバルブマチックなどと同じ様に連続可変バルブリフト制御するが、三菱ではDOHCではなく、SOHCで作動させている。
本システムは吸気バルブ制御をカム位相変化を伴う連続可変リフトとし、位相はリフト量の増大に連動しカムが遅角する。それとは別にカムシャフトの位相変化も行っている。一般的な連続可変バルブリフト機構は単独ではリフト量の変化のみで位相変化はほぼ生じない。このため、吸気の開弁時期をリフト量に関わらず上死点前後とするにはカムシャフトの位相変化を行う必要性があった。この点から吸気バルブを位相変化した場合に排気バルブの位相も変化してしまうSOHCでの従来方式の連続可変リフト機構の採用を困難としていた。しかし、本システムではリフト量と連動して遅角を行うため、リフト量に関わらず開弁時期はほぼ一定となり、カムシャフトの位相変化を必要とせずSOHCでも十分に成立する。このように開発時はカム位相変化機構が不要になるというメリットもうたっていたが、導入にあたってはカム位相変化機構を併用する形になった。これは吸排気の位相を同時に変化させる事で下記の作用が得られるためである。
吸気バルブはリフト量が大きくなるほど遅角する。これにより低負荷の低リフト時では吸気は早閉じとなり、さらにカム位相も進角することで早閉じミラーサイクルとして作用し吸気ポンプ損失を低減、また連動して排気も早開きとなるため排出ポンプ損失が低減する。中負荷時は高リフトとなると共に遅角、さらにカム位相も遅角する事で遅閉じミラーサイクルとして作用し吸気ポンプ損失を低減、排気も遅開きとなり膨張エネルギーを最大限回収する。さらにリフト量増大によるオーバーラップ拡大と排気遅閉じにより排気を再導入するかたちとなり、内部EGRとしても作用する。このため、本タイプのMIVECを採用した4J10では、ベースとなった4B10からEGR装置が省略されている。
SOHCではカム位相を変化させると吸気と排気の位相が同時に変化することから、バルブオーバーラップは変わらず、排気バルブのタイミングにも常に影響を与えてしまうため、SOHCエンジンでカム位相可変機構が採用される事は限定的である。結果的にではあるが、本システムはSOHCながらカム位相変化機構を持つ比較的珍しい形式となっている。
なお完全なスロットルレスではなく、アイドル時の燃焼安定やブレーキサーボやブローバイガス吸引の負圧の発生等を目的としてスロットルバルブは残され、フェイルセーフも兼ねている。

## 三菱可変バルブ機構の歴史
- 1982年、日本初の気筒休止エンジンの直列4気筒SOHC1400オリオンMDエンジンを発売、当時はキャブレター仕様で気筒休止していた。
- 1984年、気筒休止技術を応用し、日本初の可変バルブタイミング・リフト機構を採用したシリウスDASH3x2を発売、この当時はMIVECとは呼ばれず、またターボ専用エンジンであった。
- 1992年、ランサーMR、ミラージュサイボーグ、同VR の4G92エンジンに初搭載され、FTOやギャランの6A12、ディアマンテ（6G72）、パジェロエボリューション（6G74）など順次ラインナップを拡充した。後にバルブタイミング機構を気筒休止に応用し、高出力と低燃費の両立を謳ったMIVEC-MD（Modulated Displacement：可変排気量）もギャラン、ミラージュ・ランサー用に発表された。
- 1990年代後半から、三菱の主力エンジンはMIVECからガソリン直噴エンジンのGDIに移行した。ランサーセディアの発売時に完全にMIVECからGDIに移り変わり、MIVECは一時姿を消した。
- 2002年10月、コルトの4G15にMIVECが搭載され、これによってMIVECが復活する。しかし、このMIVECは可変バルブタイミングのみであり、以前のMIVECと名前は同じであるが動作は異なる。これ以降、排出ガス規制の問題で、リーンバーンでの排ガス浄化が難しいGDIに代わり、MIVECを搭載するエンジンが増加した。
- 2003年5月、グランディスにSOHCカム切替タイプのMIVECが搭載される。MIVECは吸気側のみとなる。
- 2005年、アウトランダーの4B12に吸・排気連続可変バルブタイミング機構が搭載された。
- 2011年10月、マイナーチェンジしたRVRとギャランフォルティス（スポーツバック含）に連続可変バルブリフト・位相変化タイプMIVECとなる4J10を搭載。
- 2012年、10年ぶりにブランド復活したミラージュ[注釈 4]にMIVEC付の3A90が搭載。機構自体は吸気のみの連続可変バルブタイミングであり、新しいものではない。

## 採用状況
なお、ここでは、日本車には搭載されていないエンジンも含む。
- 4G92 1,597cc 直列4気筒（1992年 - 2000年）- DOHC切り替えタイプ
- 6A12 1,998cc V型6気筒（1994年 - 2000年）- DOHC切り替えタイプ
- 6G72 2,972cc V型6気筒（1995年 - 1997年）- DOHC切り替えタイプ、ディアマンテ（2代目）30M専用
- 4G15 1,468cc 直列4気筒（2003年 – 2014年）
- 4G69 2,378cc 直列4気筒（2003年 - 2013年）- SOHC切り替えタイプ
- 4A90 1,332cc 直列4気筒（2004年 - 2012年）
- 4A91 1,499cc 直列4気筒（2004年 - 現行）
- 3B20 659cc 直列3気筒（2005年 – 2020年）- 日産・デイズ用を含む
- 3B21 999cc 直列3気筒（2008年 - 2013年）- スマート・フォーツー（2代目）専用
- 4G63 1,997cc 直列4気筒（2005年 - 2007年）- 位相タイプ
- 6G75 3,828cc V型6気筒（2005年 - 2021年）- SOHC切り替えタイプ
- 4B12 2,359cc 直列4気筒（2005年 - 現行）- 両側位相タイプ
- 4B11 1,998cc 直列4気筒（2007年 - 2016年）- 両側位相タイプ
- 6B31 2,998cc V型6気筒（2007年 - 2021年）- SOHC切り替えタイプ
- 4J10 1,798cc 直列4気筒（2011年 - 2024年）- SOHC連続可変バルブリフト・位相タイプ
- 4J12 2,359cc 直列4気筒（2012年 - 2021年）- SOHC連続可変バルブリフト・位相タイプ
- 3A90 999cc 直列3気筒（2012年 - 2014年）- ミラージュ（6代目）専用
- 4B40 1,498cc 直列4気筒（2018年 - 現行）- エクリプスクロス専用